# Kotłowa Czuba
Kotłowa Czuba lub Kotłowa Czubka (1840 m) – jeden ze szczytów grzbietu górskiego Ornak w Tatrach Zachodnich, oddzielającego górną część Dolina Kościeliskiej (Dolinę Pyszniańską) od górnej części Doliny Chochołowskiej (Doliny Starorobociańskiej).
Długi grzbiet Ornaku ma cztery szczyty niewiele wznoszące się ponad grań. Są to, licząc od strony Iwaniackiej Przełęczy: Suchy Wierch Ornaczański (1832 m), Ornak (1854 m), Zadni Ornak (1867 m) i Kotłowa Czuba. Przedłużeniem grzbietu Ornaku w południowym kierunku są Siwe Turnie, od których Kotłowa Czuba oddzielona jest Siwą Przełęczą (1812 m). Od Zadniego Ornaku Kotłową Czubę oddziela płytka przełęcz zwana Kotłowym Siodłem.
Kotłowa Czuba to niewybitny, kopulasty szczyt porośnięty niską murawą z sitem skuciną o czerwieniejących końcach pędów. W północno-zachodnim kierunku do Doliny Starorobociańskiej od Kotłowej Czuby opada płytka grzęda tworząca lewe obramowanie dla Żlebu pod Pyszną.

## Szlaki turystyczne
– zielony: Iwaniacka Przełęcz – grzbiet Ornaku – Siwa Przełęcz – Siwe Turnie – przełęcz Liliowy Karb. Czas przejścia: 2:20 h, z powrotem 1:55 h.
 – Kotłową Czubę można również osiągnąć, wchodząc czarnym szlakiem na Siwą Przełęcz, prowadzącym z Doliny Chochołowskiej przez Dolinę Starorobociańską, a następnie idąc krótko szlakiem zielonym. Czas przejścia na Siwą Przełęcz: 2:30, ↓ 2 h.